# Fontana del Nettuno (L'Aquila)
La fontana del Nettuno è una fontana dell'Aquila.

## Storia
Fu realizzata nel 1881 nell'ambito di un imponente progetto di riqualificazione urbanistica dell'area a capo di corso Vittorio Emanuele, portato avanti tra la fine del XIX e l'inizio del XX secolo, come elemento decorativo della nuova piazza dedicata alla memoria della regina Margherita di Savoia.
Tra il 1989 e il 1991 è stata sottoposta a restauro. Nel dicembre del 2021 è stato avviato un nuovo lavoro di restauro della facciata, contemporaneo alla riqualificazione dell'intera piazza.

## Descrizione
È costituita da una statua in terracotta, dipinta in bronzo, simboleggiante il Nettuno posta su un basamento in roccia che a sua volta rimane sospeso su una vasca in pietra. La fontana è inserita in una nicchia posta all'interno di una facciata monumentale, parziale ricostruzione dell'antico prospetto della chiesa di San Francesco in piazza del Palazzo demolita nel 1876 per l'edificazione del palazzo del Convitto.
Il fronte, lungo circa 40 metri, è costituito da listelli di pietra aquilana dal tipico colore bianco e rosa, già utilizzati nella fontana delle 99 cannelle ed in altri monumenti del capoluogo, ed è scandito da sei lesene; un parapetto reca la data della realizzazione del manufatto (1881) mentre sul cornicione si staglia un fregio in pietra. Ai lati della statua, due portali immettono in una storica enoteca cittadina.